# Terra bruciata (guerra)

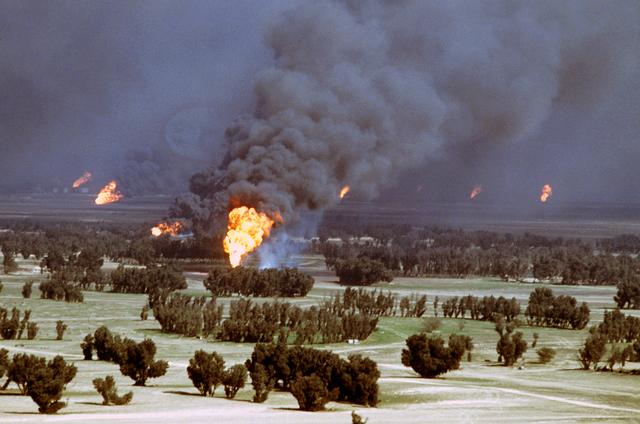
Pozzi di petrolio in Kuwait dati alle fiamme dalle truppe irachene in ritirata durante la prima guerra del golfo nel 1991.

L'espressione terra bruciata (o, più raramente, strategia fabiana) indica una strategia bellica, solitamente adoperata da un esercito in ritirata, consistente nel distruggere tutte le risorse che non si è in grado di asportare in modo da non lasciare possibilità di approvvigionamento al nemico.
Alcune volte questa tattica fu persino utilizzata per la distruzione di risorse economiche, come ad esempio l'incendio dei pozzi petroliferi durante le guerre del Golfo.

## Antichità
Già nel 514 a.C. gli Sciti utilizzarono questa tattica contro i persiani guidati da Dario il grande: di fronte all'avanzata del temibile e più attrezzato esercito invasore, gli Sciti preferirono ritirarsi nelle steppe distruggendo le fonti di cibo e avvelenando i pozzi d'acqua; come risultato una grande parte delle sue truppe morì di fame e disidratazione e Dario fu costretto a cessare l'invasione e ad ammettere la sconfitta.
Nel IV secolo a.C. il generale greco Senofonte riporta, nella sua Anabasi, che gli Armeni bruciavano le fonti di cibo durante la loro ritirata di fronte all'avanzata dell'armata dei Diecimila, che si inoltrava nei loro territori in fuga dai persiani.
Nel 334 a.C. il generale greco Memnone di Rodi suggerì ai satrapi persiani l'adozione della "terra bruciata" contro l'avanzata delle truppe di Alessandro Magno, ma il suggerimento non fu messo in atto.

### Epoca romana
Il metodo di praticare distruzioni punitive delle proprietà e soggiogare popolazioni durante le campagne militari era definito dagli antichi Romani vastatio.
La prima testimonianza di utilizzo della "terra bruciata" si ha tra il 27 a.C. ed il 14 d.C., nella Ab Urbe Condita di Tito Livio.

Nell'undicesimo capitolo del libro XXII, nell'ambito della seconda guerra punica, l'autore racconta dei provvedimenti emanati nel 217 a.C.
dal dittatore Quinto Fabio Massimo Verrucoso, entrato in carica dopo la terribile disfatta della battaglia del Lago Trasimeno: 
Fabio Massimo, conosciuto poi col nomignolo di Cunctator ("Temporeggiatore"), prescrisse a tutti coloro che vivevano nei borghi privi di cinte murarie di mettersi al sicuro nelle fortezze più vicine e ordinò che nell'abbandonare le loro fattorie e le loro case, essi avrebbero dovuto incendiare e distruggere qualsiasi cosa potesse essere di una qualche utilità per i cartaginesi.
Sempre nel libro XXII, nel nono capitolo, Livio riporta che Fabio Massimo e il suo magister equitum Marco Minucio Rufo ebbero dal Senato l'incarico di rinforzare le mura della città e di pontesque rescinderent fluminum, ovvero di "tagliare i ponti sui fiumi": anche questa strategia può rientrare nella tattica della "terra bruciata" ed è molto simile alla tattica moderna che prevede di bombardare o minare i ponti.
Durante la seconda guerra punica, tra il 218 e il 202 a.C., anche i Cartaginesi utilizzarono questo metodo durante l'attraversamento in armi dell'Italia e dopo la fine della terza guerra punica, nel 146 a.C., il senato romano decise di utilizzare lo stesso metodo per distruggere permanentemente la capitale nemica Cartagine: le costruzioni furono rase al suolo e i materiali di costruzione di cui erano fatte furono dispersi, così che nemmeno fosse possibile individuarne il sito originario. I campi furono dati alle fiamme, sebbene la storia secondo la quale vi venne cosparso sale al fine di renderli sterili è considerata apocrifa da alcuni autori.
Altri due episodi di utilizzo della "terra bruciata" nella storia romana si tennero durante la campagna per la conquista della Gallia: narra infatti Gaio Giulio Cesare, nel suo De bello Gallico, che il primo fu applicato nel 58 a.C
dalle popolazioni celtiche degli Elvezi, costrette ad abbandonare i loro territori nel sud della Germania e Svizzera a causa delle continue incursioni di tribù germaniche. Gli Elvezi pianificarono di migrare verso sud-ovest in Gallia e, secondo Cesare, per non cedere alla tentazione di tornare sui loro passi e nell'intento di non lasciarsi alle spalle nulla di valore, al partire dai propri villaggi distrussero tutto ciò che non potevano trasportare con loro. Agli Elvezi, tuttavia, fu sbarrato il passo da un esercito combinato di Galli e Romani e quindi, obbligati a rientrare nei loro territori, dovettero ricostruire quanto loro stessi avevano distrutto.
Il secondo caso è di maggiore interesse militare: nel 52 a.C. durante la campagna che si concluse con la Battaglia di Alesia, i Galli, sotto il comando di Vercingetorige, pianificarono di attirare le armate romane nel cuore della Gallia e qui intrappolarle; una volta circondati i Romani, devastarono sistematicamente le campagne di quello che attualmente è il Benelux, causando immensi problemi logistici agli invasori, ma il trionfo finale di Cesare sull'alleanza gallica dimostrò come l'impiego della tattica non potesse, da solo, decidere la campagna militare, e dunque insufficiente per evitare ai Galli la sottomissione a Roma.

### Altri popoli
La tattica in questione veniva spesso utilizzata dai Daci, come avvenne durante la prima campagna di Traiano nel 101: le armate daciche preferirono inizialmente ritirarsi verso l'interno, ripetendo quanto avevano già sperimentato con successo nell'86 contro Cornelio Fusco e l'esercito di Domiziano; la speranza era di costringere il nemico romano ad abbandonare le linee di comunicazione ed approvvigionamento, oltre ad isolarlo nel cuore delle montagne della Transilvania. Le sculture della Colonna traiana, infatti, mostrano fortezze deserte, greggi distrutte, colline abbandonate e qualche spia dacica in attesa delle future mosse dell'esercito romano. Durante la marcia di avvicinamento viene segnalato da Cassio Dione un solo attacco delle avanguardie del popolo germanico dei Buri, alleati dei Daci. Ma Traiano che era un abile e navigato generale, continuò a procedere verso l'interno con la massima cautela, preoccupandosi che la sua avanzata fosse al riparo da possibili imboscate, costruendo strade, ponti e forti lungo il suo cammino, riuscendo così a conquistare la regione.

## Epoca moderna
Nel 1709 la tattica della "terra bruciata" fu utilizzata dai Russi prima contro l'esercito svedese di Carlo XII durante la campagna di Poltava e successivamente nel 1812 contro le armate francesi di Napoleone nella campagna di Russia.
Fu anche utilizzata nel 1941, durante la Seconda Guerra Mondiale, dai sovietici durante l'invasione nazista e soprattutto dai tedeschi durante la loro lunga ritirata dal territorio sovietico inizialmente conquistato.